# Łukasz Karwowski (geolog)
Łukasz Adam Karwowski (ur. 17 października 1945 w Mińsku Mazowieckim, zm. 5 grudnia 2022) – polski geolog, mineralog i petrograf, wykładowca akademicki.

## Życiorys
Jego ojcem był prof. Józef Karwowski. Urodził się 17 października 1945 r. w Mińsku Mazowieckim, a już w 1946 r. zamieszkał w Gdańsku, gdzie jego ojciec objął posadę na Wydziale Budownictwa Wodnego Politechniki Gdańskiej. Uczęszczał do szkoły podstawowej nr 27, a potem do szkoły nr 44, zaś następnie do Liceum Ogólnokształcącego nr IX. W tym okresie trenował na rowerze wyścigowym w Lechii Gdańsk. Geologię studiował na Wydziale Geologii na Uniwersytecie Warszawskim i jeszcze przed ich ukończeniem zaproponowano mu asystenturę. Pozostał na Uniwersytecie Warszawskim do obrony doktoratu, po czym w 1975 r. przeniósł się na Uniwersytet Śląski, gdzie powstał nowy Wydział Nauk o Ziemi, i pracował na nim do emerytury.
Zawodowo związany z Wydziałem Nauk o Ziemi oraz Wydziałem Nauk Przyrodniczych Uniwersytetu Śląskiego, gdzie przyczynił się do utworzenia muzeum i był jego pierwszym kierownikiem. Prof. dr. hab. geologii, był badaczem meteorytów oraz założycielem (2002 r.) i wieloletnim prezesem Polskiego Towarzystwa Meteorytowego, a później jego honorowym prezesem. Do jego specjalizacji należały fosforany, pośród których najbardziej typowym jest niespotykany na Ziemi merrillit. Był odkrywcą dwóch minerałów fosforanowych znalezionych w meteorycie Morasko. Członek Rady Naukowej Muzeum Ziemi PAN w Warszawie, recenzent dwóch prac doktorskich, organizator wypraw badawczych na pustynie Omanu i Maroka oraz na Atakamę.
Zmarł 5 grudnia 2022 r. wskutek obrażeń odniesionych podczas zderzenia taksówki z tramwajem z 24 listopada, które miało miejsce w Sosnowcu. Pochowany na cmentarzu Komunalnym w Będzinie, nieopodal budynku Instytutu Nauk o Ziemi Uniwersytetu Śląskiego.
Dwukrotnie żonaty, z pierwszego związku miał dwie córki – Olgę i Annę, a z drugiego córkę Tomiłę.
Upamiętniono go w nazwie minerału karwowskiit, z grupy merrillitów, który został odkryty w Jordanii przez naukowców z Uniwersytetu Śląskiego.